# Gliese 3470 b
Gliese 3470 b, viết tắt là GJ3470b, là một ngoại hành tinh quay quanh ngôi sao Gliese 3470 trong chòm sao Cự Giải. Với khối lượng chỉ dưới 14 lần khối lượng Trái Đất và bán kính xấp xỉ 4,3 lần so với Trái Đất, rất có khả năng nó giống với một Sao Hải Vương nhỏ bất chấp niềm tin mạnh mẽ ban đầu rằng hành tinh này không bị bao phủ trong những đám mây như những hành tinh khí quen thuộc trong Hệ Mặt Trời. Bầu khí quyển của ngoại hành tinh lần đầu tiên được quan sát bởi các nhà nghiên cứu Akihiko Fukui, Norio Narita và Kenji Kuroda tại Đại học Tokyo vào năm 2013, và sau đó, Fukui nhận xét: "Giả sử bầu khí quyển của nó bao gồm hydro và heli, khối lượng của khí quyển sẽ là 5-20 % tổng khối lượng của hành tinh. So sánh với thực tế rằng khối lượng khí quyển của Trái Đất chiếm khoảng một phần mười phần trăm (0,0001%) tổng khối lượng của Trái Đất, hành tinh này có bầu khí quyển dày đáng kể."  Gần đây vào năm 2015, một nhóm sử dụng mạng Kính viễn vọng Toàn cầu (LCOGT) của đài thiên văn Las Cumbres đã báo cáo phát hiện của họ về sự tán xạ Rayleigh trong bầu khí quyển của hành tinh này. Trong bài báo của các nhà nghiên cứu Las Cumbres được công bố trên Tạp chí Vật lý thiên văn, họ kết luận rằng lời giải thích hợp lý nhất cho hiệu ứng tán xạ là một bầu khí quyển chủ yếu là hydro và heli, khiến ngoại hành tinh bị che khuất bởi những đám mây và hiểm họa dày đặc. Người ta cho rằng hành tinh sẽ xuất hiện màu xanh đối với mắt người do sự tán xạ của nó. Tính đến thời điểm hiện tại, GJ3470b là ngoại hành tinh duy nhất quay quanh ngôi sao Gliese 3470 đã được các nhà thiên văn học và vật lý thiên văn quan sát và phân tích.
Vào ngày 15 tháng 12 năm 2018, các nhà thiên văn học đã phát hiện ra rằng bầu khí quyển của hành tinh này đang bốc hơi. Lý do tại sao các nhà thiên văn học nghĩ rằng hành tinh này đang bốc hơi là vì hành tinh được dự đoán sẽ ở gần 90% so với ngôi sao Gliese 3470 ở khoảng cách so với khoảng cách của hành tinh Sao Thủy với Mặt Trời trong Hệ Mặt trời của chúng ta. Do đó, nhiệt độ dự đoán của hành tinh mà nó đang bốc hơi đi được cho là vào khoảng 1700F. Tốc độ bay hơi dự đoán cũng được lý thuyết là "nhanh hơn 3 lần so với tốc độ bay hơi cuối cùng được phát hiện". Người ta cũng dự đoán rằng nếu có bất kỳ hơi lỏng nào có trong bầu khí quyển thì chúng sẽ sôi lên. Một khi bầu khí quyển bị bốc hơi, lõi đá có thể của nó sẽ vẫn còn.

## Ảnh

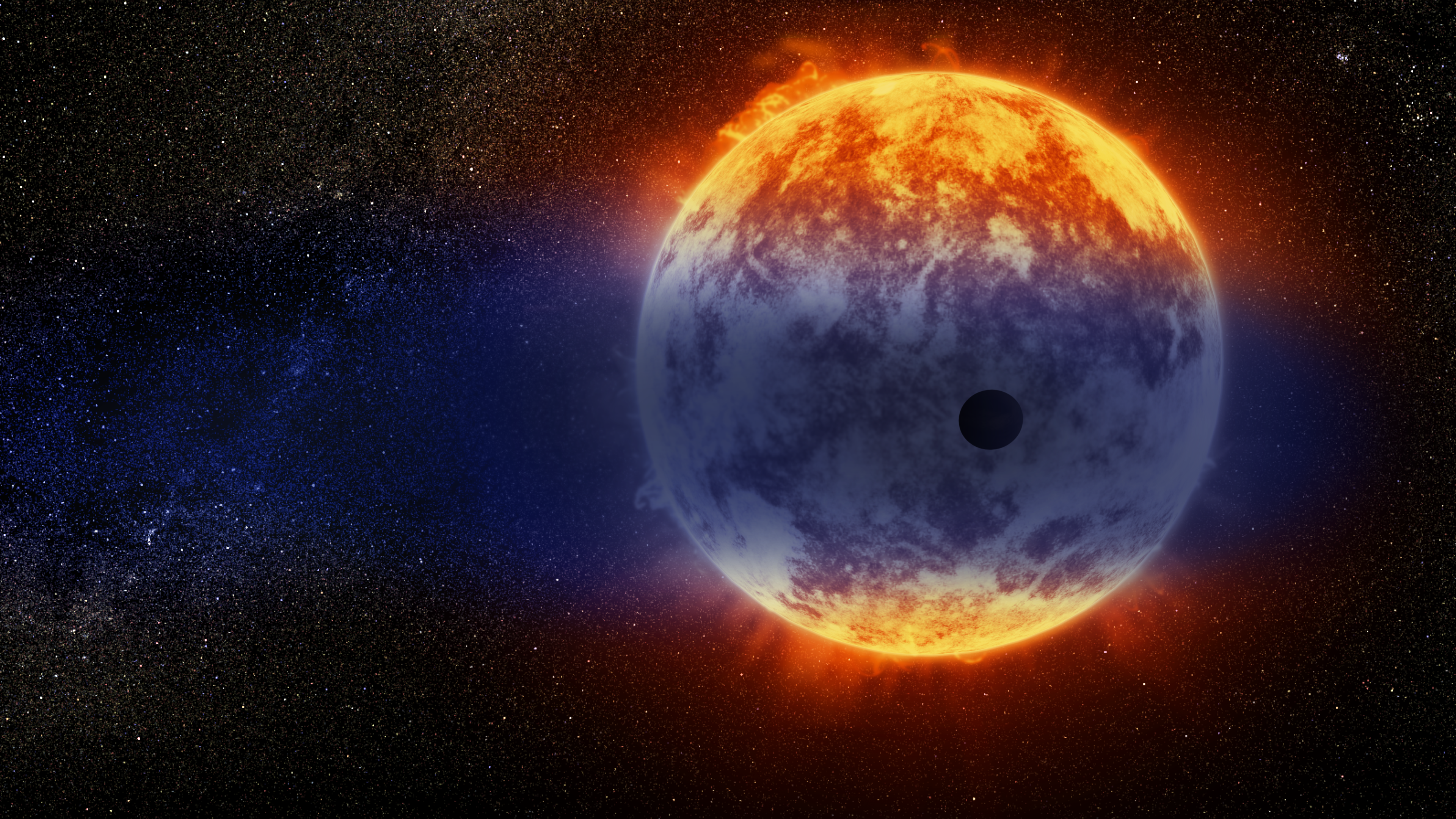
Ấn tượng của nghệ sĩ về dòng khí từ GJ 3470b.